# 앙겔라 샤넬레크
앙겔라 샤넬레크(Angela Schanelec, 1962년 2월 14일 ~ )은 독일의 배우, 영화 감독, 영화 각본가이다. 제62회 베를린 영화제(2019) 은곰상 감독상 수상자이다.

## 출연 작품
- 뮤직 (2023)
- 나는 집에 있었지만… (2019)
- 꿈길 (2016)
- 사라예보의 다리들 (2014)
- 오를리 (2010)
- 도이칠란트 09 - 13 크루제 필름 주르 라지 바더 네이션 (2009)
- 오후 (2007)
- 마르세유 (2004)
- 늦여름 (2001)
- 도시의 공간들 (1998)
- 내 누이의 행운 (1995)